# 広島県道464号竹原吉名線
広島県道464号竹原吉名線（ひろしまけんどう464ごう たけはらよしなせん）は、広島県竹原市を通る一般県道である。

## 概要
竹原市塩町1丁目から竹原市吉名町に至る。全線開通すれば国道185号の南側、瀬戸内海に沿って竹原市中心部と竹原市吉名地区を結ぶ路線になる予定だが、認定から四半世紀たった現在も区域未決定区間や未開通区間、未整備区間をかなり残しており、いまだに使い物にならないままである。ちなみに広島県内に存在する区域未決定路線を有する県道としては、最も認定時期が古い。

### 路線データ
- 起点：竹原市塩町1丁目（竹原港、広島県道246号竹原港線起点）
- 終点：竹原市吉名町（吉名駅西入口交差点、国道185号交点）
- 実延長：3.159km[注釈 1]
- 未開通・区域未決定区間：起点 - 竹原市吉名町間

## 歴史
- 1980年（昭和55年）7月1日 - 広島県告示第583号により認定される。

## 路線状況
竹原市吉名町では現在、旧竹原市立吉名中学校の北側を通って国道185号に出るバイパスの建設が進められている。

### 重複区間
- 広島県道208号吉名停車場線（竹原市吉名町・吉名小学校前交差点 - 竹原市吉名町）

## 地理

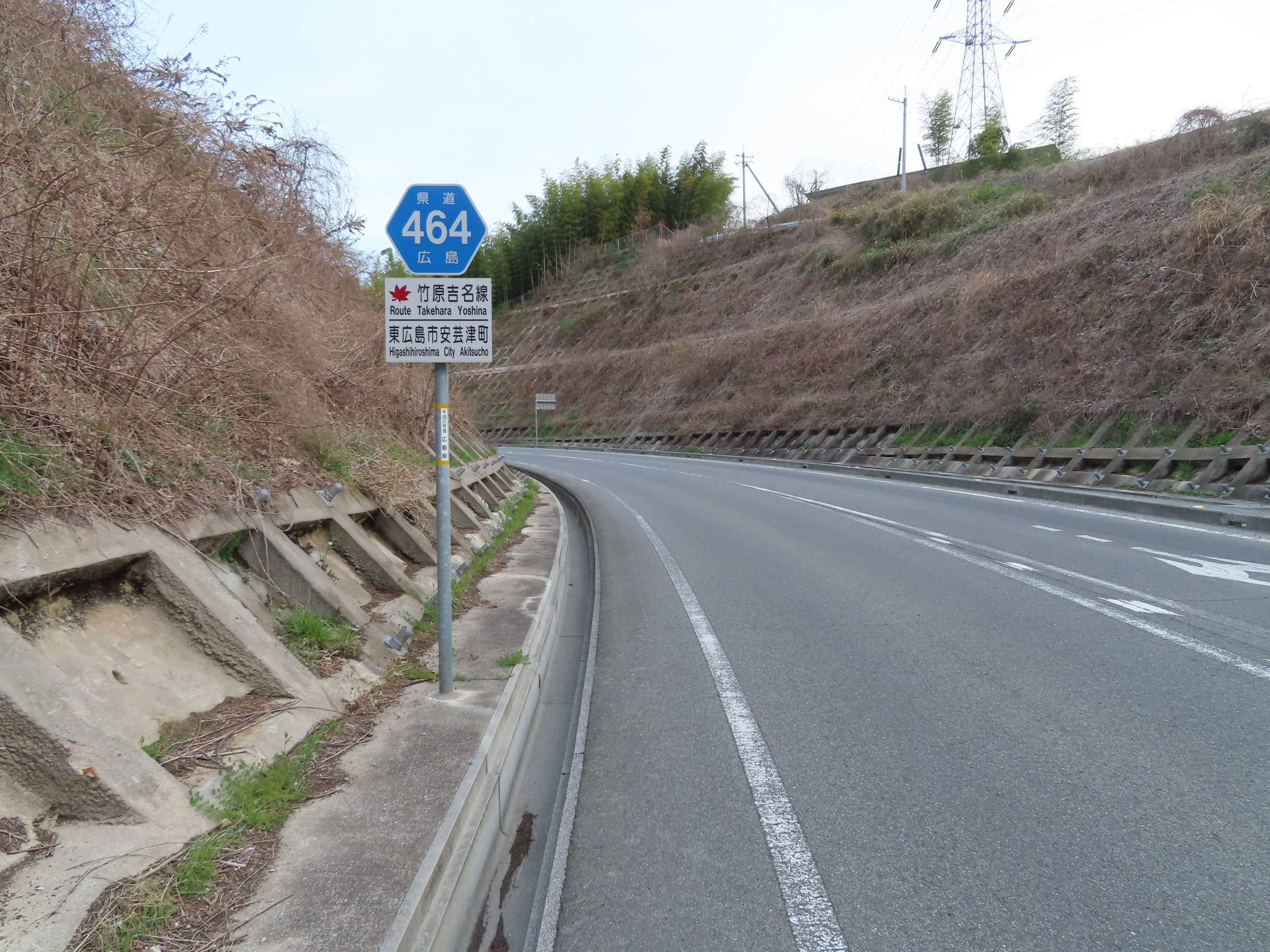
東広島市安芸津町（2023年3月撮影）

### 通過する自治体
- 竹原市

### 交差する道路
| 交差する道路                           | 交差する場所 | 交差する場所              |
| -------------------------------------- | ------------ | ------------------------- |
| 広島県道246号竹原港線未供用            | 塩町1丁目    | 起点                      |
| 未開通・区域未決定区間                 |              |                           |
| 広島県道208号吉名停車場線 重複区間起点 | 吉名町       | 吉名小学校前交差点        |
| 広島県道208号吉名停車場線 重複区間起点 | 吉名町       |                           |
| 国道185号                              | 吉名町       | 吉名駅西入口交差点 / 終点 |

### 交差する鉄道
- 呉線

### 沿線
- 竹原港
- 三井金属製錬所
- 竹原市役所 吉名出張所
- JR西日本呉線 吉名駅
- 竹原市立吉名学園（起点付近）